# 한빛맹학교
한빛맹학교는 서울특별시 강북구 수유동에 소재하는 사립 특수학교이다. 시각 장애 학생을 위한 교육환경을 만들기 위해 초등학교, 중학교, 고등학교, 전공과 과정이 통합된 형태의 학교이다.

## 연혁
- 1971년 : 임마누엘여맹학교로 개교
- 1976년 : 한빛맹학교로 변경